# La mujer más fuerte del mundo
La mujer más fuerte del mundo fue una competencia anual de la Mujer Fuerte (Strongwoman) organizada por la Federación Internacional de los Atletas de Fuerza (International Federation of Strength Athletes, y Lea Løvstad de noruega ha sido la campeona, quien conserva el título de la mujer más fuerte del mundo IFSA). El formato era similar al de la competencia de El Hombre Más Fuerte Del Mundo. La última  competencia fue en 2021.
La competencia del 2004 fue cancelada después de retirarse los patrocinadores TWI y la BBC. La IFSA remplazó la competencia por los Campeonatos del Mundo de la Mujer Fuerte (Strongwoman World Championships).

## Lista de ganadoras
| Año  | Ganadora          | País           |
| ---- | ----------------- | -------------- |
| 1997 | Michelle Sørensen | Dinamarca      |
| 1998 | Cancelado         | Cancelado      |
| 1999 | Cancelado         | Cancelado      |
| 2000 | Cancelado         | Cancelado      |
| 2001 | Jill Mills        | Estados Unidos |
| 2002 | Jill Mills        | Estados Unidos |
| 2003 | Aneta Florczyk    | Polonia        |
| 2004 | Cancelado         | Cancelado      |
| 2005 | Aneta Florczyk    | Polonia        |
| 2006 | Aneta Florczyk    | Polonia        |
| 2007 | Aneta Florczyk    | Polonia        |
| 2008 | Aneta Florczyk    | Polonia        |
| 2009 | Sam Cooper        | Australia      |
| 2010 | Cancelado         | Cancelado      |
| 2011 | Nina Geria        | Ucrania        |
| 2012 | Kristin Rhodes    | Estados Unidos |
| 2013 | Kati Luoto        | Finlandia      |
| 2014 | Cancelado         | Cancelado      |
| 2015 | Cancelado         | Cancelado      |
| 2016 | Donna Moore       | Reino Unido    |
| 2017 | Donna Moore       | Reino Unido    |
| 2018 | Andrea Thompson   | Reino Unido    |
| 2019 | Donna Moore       | Reino Unido    |
| 2021 | Rebecca Roberts   | Reino Unido    |
| 2022 | Olga Liashchuk    | Ucrania        |
| 2023 | Rebecca Roberts   | Reino Unido    |